# Гільєрмо Паес
Гільєрмо Паес (ісп. Guillermo Páez, нар. 18 квітня 1945, Сантьяго) — чилійський футболіст, що грав на позиції опрного півзахисника.
Виступав, зокрема, за клуби «Універсідад Католіка» та «Коло-Коло», а також національну збірну Чилі.

## Клубна кар'єра
У дорослому футболі дебютував 1962 року виступами за команду «Універсідад Католіка», в якій провів чотири сезони. Згодом з 1966 по 1972 рік грав у складі команд «Сан-Антоніо Унідо» та «Лота Швагер».
Своєю грою за останню команду привернув увагу представників тренерського штабу клубу «Коло-Коло», до складу якого приєднався 1972 року. Його дебют за «індіанців» відбувся 1 квітня 1972  року в матчі, який був виграний у клубу «Евертон» з Вінья-дель-Мар з рахунком 6:0. За чотири сезони в «Коло-Коло» Паес зіграв в 111 офіційних матчах, в яких забив два голи, став чемпіоном Чилі, володарем Кубка Чилі, а також фіналістом Кубка Лібертадорес 1973 року.
Згодом протягом 1976—1979 років захищав кольори клубів «Депортес Авіасьйон» та «Сантьяго Морнінг», а завершив ігрову кар'єру у команді «Сантьяго Вондерерз», за яку виступав протягом 1980 року. В подальшому був тренером низки невеликих чилійських клубів.

## Виступи за збірну
26 січня 1972 року дебютував в офіційних матчах у складі національної збірної Чилі в товариському матчі зі збірною Мексики, що завершився з рахунком 0:2.
У складі збірної був учасником чемпіонату світу 1974 року у ФРН, на якому зіграв у всіх трьох матчах і останній з них, проти збірної Австралії (0:0) 22 червня 1974 року, виявився і останнім для Паеса за головну команду країни. Загалом протягом кар'єри у національній команді, яка тривала 3 роки, провів у її формі 14 матчів.